# Bernhard Gruber
Bernhard Gruber (Schwarzach im Pongau, 12 augustus 1982) is een Oostenrijkse noordse combinatieskiër. Hij vertegenwoordigde zijn vaderland op de Olympische Winterspelen 2010 (Vancouver), op de Olympische Winterspelen 2014 (Sotsji) en op de Olympische Winterspelen 2018 (Pyeongchang).

## Carrière
Gruber maakte zijn debuut in de wereldbeker op nieuwjaarsdag 2003 in Oberhof, een week later scoorde hij in Ramsau zijn eerste wereldbekerpunten. In maart 2006 finishte de Oostenrijker in Oslo voor de eerste maal in zijn carrière in de toptien van een wereldbekerwedstrijd, anderhalf jaar later stond hij in Trondheim voor het eerst op het podium. In februari 2008 boekte Gruber in het Poolse Zakopane zijn eerste wereldbekerzege. Op de wereldkampioenschappen noordse combinatie 2009 in Liberec eindigde de Oostenrijker als elfde op zowel de grote als de kleine schans, op de massastart eindigde hij op de tweeëntwintigste plaats. Samen met Wilhelm Denifl, Christoph Bieler en Mario Stecher eindigde hij als vijfde in de teamwedstrijd. Tijdens de Olympische Winterspelen van 2010 in Vancouver veroverde Gruber de bronzen medaille op de grote schans, in de landenwedstrijd behaalde hij samen met David Kreiner, Felix Gottwald en Mario Stecher olympisch goud.
In Oslo nam hij deel aan de wereldkampioenschappen noordse combinatie 2011. Op dit toernooi werd hij samen met David Kreiner, Felix Gottwald en Mario Stecher wereldkampioen in beide landenwedstrijden. Op de wereldkampioenschappen noordse combinatie 2013 in Val di Fiemme veroverde Gruber de zilveren medaille op de grote schans, op de normale schans eindigde hij op de dertiende plaats. Samen met Wilhelm Denifl, Lukas Klapfer en Mario Stecher eindigde hij als vijfde in de landenwedstrijd, op het onderdeel teamsprint sleepte hij samen met Wilhelm Denifl de zilveren medaille in de wacht. Tijdens de Olympische Winterspelen van 2014 in Sotsji eindigde de Oostenrijker als vijfde op de grote schans, samen met Lukas Klapfer, Christoph Bieler en Mario Stecher veroverde hij de bronzen medaille in de landenwedstrijd.
In Falun nam hij deel aan de wereldkampioenschappen noordse combinatie 2015. Op dit toernooi werd hij wereldkampioen op de grote schans en eindigde hij als tiende op de normale schans. In de landenwedstrijd eindigde hij samen met Philipp Orter, Lukas Klapfer en Sepp Schneider op de vijfde plaats, samen met Sepp Schneider eindigde hij als zevende op de teamsprint. Op de wereldkampioenschappen noordse combinatie 2017 in Lahti eindigde Gruber als zevende op de normale schans en als negende op de grote schans. In de landenwedstrijd sleepte hij samen met Mario Seidl, Philipp Orter en Paul Gerstgraser de bronzen medaille in de wacht. Samen met Wilhelm Denifl eindigde hij als vierde op het onderdeel teamsprint. Tijdens de Olympische Winterspelen van 2018 in Pyeongchang eindigde de Oostenrijker als twintigste op de normale schans en als 21e op de grote schans. In de landenwedstrijd legde hij samen met Wilhelm Denifl, Lukas Klapfer en Mario Seidl beslag op de bronzen medaille.
In Seefeld nam hij deel aan de wereldkampioenschappen noordse combinatie 2019. Op dit toernooi veroverde hij de zilveren medaille op de normale schans, op de grote schans eindigde hij op de tiende plaats. Samen met Mario Seidl, Franz-Josef Rehrl en Lukas Klapfer sleepte hij de bronzen medaille in de wacht in de landenwedstrijd, op de teamsprint behaalde hij samen met Franz-Josef Rehrl de bronzen medaille.

## Resultaten

### Olympische Spelen
| Jaar | Plaats      | Resultaten                                 |
| ---- | ----------- | ------------------------------------------ |
| 2010 | Vancouver   | Gundersen LH · Team                        |
| 2014 | Sotsji      | 5e Gundersen LH · Team                     |
| 2018 | Pyeongchang | 20e Gundersen NH · 21e Gundersen LH · Team |

### Wereldkampioenschappen
| Jaar | Plaats        | Resultaten                                                |
| ---- | ------------- | --------------------------------------------------------- |
| 2009 | Liberec       | 11e Gundersen LH 11e Gundersen NH 22e Massastart 5e Team  |
| 2011 | Oslo          | Team NH · Team LH                                         |
| 2013 | Val di Fiemme | 13e Gundersen NH · Gundersen LH · 5e Team · Teamsprint    |
| 2015 | Falun         | 10e Gundersen NH · Gundersen LH · 5e Team · 7e Teamsprint |
| 2017 | Lahti         | 7e Gundersen NH · 9e Gundersen LH · Team · 4e Teamsprint  |
| 2019 | Seefeld       | Gundersen NH · 10e Gundersen LH · Team · Teamsprint       |

### Wereldbeker
Eindklasseringen
| Seizoen   | Plaats |
| --------- | ------ |
| 2002/2003 | 46e    |
| 2004/2005 | 42e    |
| 2005/2006 | 22e    |
| 2006/2007 | 17e    |
| 2007/2008 | 4e     |
| 2008/2009 | 9e     |
| 2009/2010 | 16e    |
| 2010/2011 | 16e    |
| 2011/2012 | 4e     |
| 2012/2013 | 4e     |
| 2013/2014 | 16e    |
| 2014/2015 | 5e     |
| 2015/2016 | 7e     |
| 2016/2017 | 10e    |
| 2017/2018 | 26e    |
| 2018/2019 | 16e    |
| 2019/2020 | 42e    |

Wereldbekerzeges
| Datum            | Plaats        | Onderdeel       |
| ---------------- | ------------- | --------------- |
| 24 februari 2008 | Zakopane      | 7,5 km sprint   |
| 8 maart 2008     | Oslo          | 15 km Gundersen |
| 25 februari 2012 | Liberec       | 10 km Gundersen |
| 2 februari 2013  | Sotsji        | 10 km Gundersen |
| 30 januari 2015  | Val di Fiemme | 10 km Gundersen |
| 27 februari 2016 | Val di Fiemme | 10 km Gundersen |
| 16 maart 2019    | Schonach      | 10 km Gundersen |